# Municipio de Washington (condado de Harrison, Iowa)
El municipio de Washington (en inglés: Washington Township) es un municipio ubicado en el condado de Harrison en el estado estadounidense de Iowa. En el año 2010 tenía una población de 730 habitantes y una densidad poblacional de 7,16 personas por km².

## Geografía
El municipio de Washington se encuentra ubicado en las coordenadas 41°33′12″N 95°33′4″O / 41.55333, -95.55111. Según la Oficina del Censo de los Estados Unidos, el municipio tiene una superficie total de 101.92 km², de la cual 101,57 km² corresponden a tierra firme y (0,35 %) 0,35 km² es agua.

## Demografía
Según el censo de 2010, había 730 personas residiendo en el municipio de Washington. La densidad de población era de 7,16 hab./km². De los 730 habitantes, el municipio de Washington estaba compuesto por el 98,77 % blancos, el 0,14 % eran afroamericanos, el 0,82 % eran amerindios, el 0,14 % eran de otras razas y el 0,14 % eran de una mezcla de razas. Del total de la población el 0,41 % eran hispanos o latinos de cualquier raza.